# 新槇ヶ根トンネル
新槇ヶ根トンネル（しんまきがねトンネル）は、JR中央本線の恵那駅 - 武並駅間にある鉄道トンネルである。
下り線のみ使用の単線トンネルである（上り線は槇ヶ根トンネル（全長731メートル）を使用する）。

## 概要
全長2,766m。JR東海所管の中央本線では、愛岐トンネルに次ぐ長さである。
1969年（昭和44年）に使用開始。
なお、このトンネルを境に、名古屋方は庄内川水系、中津川方は木曽川水系に分かれる。